# Solhverv
«Solhverv» —en español: «Solsticio»— es una canción compuesta por Dag Kristoffersen e interpretada en noruego por Jan Høiland. Fue elegida para representar a Noruega en el Festival de la Canción de Eurovisión tras ganar el Melodi Grand Prix en 1963.

## Festival de Eurovisión

### Melodi Grand Prix 1963
El certamen noruego se celebró el 10 de febrero de 1963, presentado por Odd Grythe. La canción fue interpretada primero por Jan Høiland con una orquesta pequeña y luego por Nora Brockstedt con una orquesta grande. Finalmente, la canción resultó ganadora con un total de 81 puntos.
En principio, Brockstedt fue elegida para ir al Festival de Eurovisión, pero dijo que estaba ocupada y no tenía tiempo para ir, así que Anita Thallaug fue seleccionada para ir a Londres, aunque esta nunca grabó la canción. Aun así, se publicó una versión de la canción interpretada por Jan Høiland con la orquesta grande, pero no fue un gran éxito de ventas en Noruega.

### Festival de la Canción de Eurovisión 1963
Esta canción fue la representación noruega en el Festival de Eurovisión 1963 y, al igual que en los años anteriores, Øivind Bergh dirigió la canción.
La canción fue interpretada 5ª en la noche del 23 de marzo de 1963, seguida por Italia con Emilio Pericoli interpretando «Uno per tutte» y precedida por Austria con Carmela Corren interpretando «Vielleicht geschieht ein Wunder». Al final de la votación, la canción había recibido los temidos puntos nulos, quedando en 13º puesto (último) de un total de 16. Esta fue la primera vez que Noruega no había conseguido recibir puntos en la historia del Festival, pero más tarde el país pasaría a tener el récord de mayor cantidad de ceros.
Fue sucedida como representación noruega en el Festival de 1964 por Arne Bendiksen con «Spiral».

## Letra
La canción es del estilo chanson, popular en los primeros años del Festival de Eurovisión. Thallaug describe sus sentimientos cuando está con su amante, comparando la felicidad que sabe que tendrá con él a la felicidad de saber que la primavera va a llegar pronto cuando se produzca el solsticio de invierno.